# Ausschuss für die Rückführung der Glocken

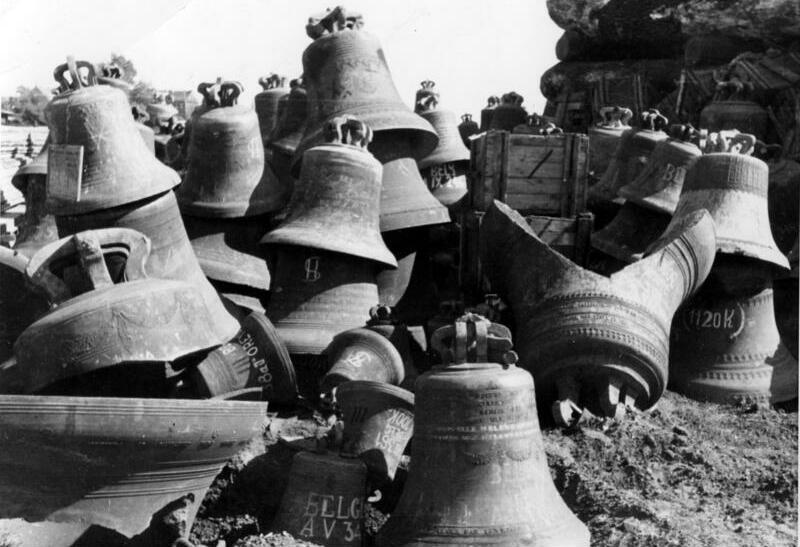
Das Glockenlager im Hamburger Freihafen (1947)

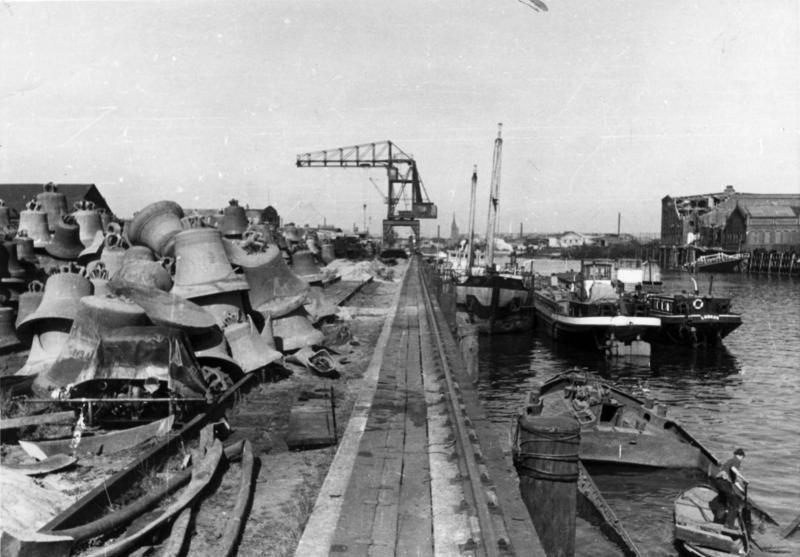
„Glockenfriedhof“ (1947)

Der Ausschuss für die Rückführung der Glocken (kurz ARG) war eine Einrichtung zur Erfassung und Rückgabe der unter dem Nationalsozialismus zu Kriegszwecken beschlagnahmten deutschen Kirchenglocken.

## Beschreibung
Im Zweiten Weltkrieg waren insgesamt 42.583 deutsche Kirchenglocken aus Bronze verhüttet oder zu Glockenbruch zerschlagen worden, da Bronze eine kriegswichtige Legierung für die Munitions- und Waffenherstellung darstellte. Davon stammten 18.553 aus evangelischen, 24.030 aus katholischen Gemeinden. Nach Kriegsende lagerten auf dem Glockenfriedhof Hamburg (Norddeutsche Affinerie) sowie in Harburg, Oranienburg, Hettstedt (Mansfelder Kupferschieferbergbau AG), Ilsenburg (Kupferwerk Ilsenburg AG) und Lünen (Hüttenwerke Kayser AG) noch rund 13.500 seit 1940 zur Verhüttung beschlagnahmte, aber nicht eingeschmolzene Bronzeglocken. Zu ihrer Sicherstellung setzten die alliierten Behörden 1947 einen zunächst bizonalen Ausschuss ein, der später auch die Rückgabe in die französische und sowjetische Besatzungszone koordinierte. Den Vorsitz übernahm der damalige Oberlandeskirchenrat im Landeskirchenamt Hannover Christhard Mahrenholz. Zu den Mitgliedern gehörte für die Transportangelegenheiten unter anderem Reichsbahnrat Fritz Severin. Mit der Rückführung der in den späteren Kriegsjahren beschlagnahmten Glocken aus den besetzten Gebieten (Belgien, Frankreich, Italien, Niederlande, Österreich, Polen, Tschechoslowakei und Ungarn) war der ARG nicht befasst. Sie wurde von den Besatzungsmächten unmittelbar oder durch Beauftragte durchgeführt.
Der Ausschuss übernahm die Verhandlungen mit den alliierten Militärbehörden und den zuständigen Stellen der Landeskirchen und Diözesen. Bis 1953 wurden sämtliche Glockenlager geräumt und die Glocken, soweit noch feststellbar, an die früheren Gemeinden zurückgegeben. Etwa 1300 Glocken aus den polnisch und sowjetisch besetzten Gebieten jenseits von Oder und Neiße, davon rund 600 aus evangelischen und 700 aus katholischen Kirchen, wurden zunächst von der britischen Militärregierung beschlagnahmt und durch den ARG in einem Sammellager zusammengefasst. Um die Kosten für die dauerhafte Deponierung zu vermeiden, wurde die Beschlagnahme nach der Ablösung der Militärregierung durch die Zivilverwaltung aufgehoben und die Glocken durch den ARG als sogenannte „Patenglocken“ leihweise an Kirchengemeinden in Westdeutschland übergeben.
Neben der Sicherung der noch intakten Glocken übernahm der Ausschuss auch die Sammlung des aus deutschen Glocken stammenden Glockenbruchs. Im größten deutschen Glockenlager in Hamburg lagerten noch etwa 150 Tonnen Glockenbruch, die durch Bombenangriffe auf das Lager entstanden waren. Sie wurden als Ausgleich für die Nichtberücksichtigung bei den Patenglocken überwiegend an Gemeinden in der DDR für den Neuguss abgegeben. Die Kirchen in der DDR erhielten außerdem 63 Glocken, deren Heimatort nicht mehr zu identifizieren war. Der Rest wurde den Landeskirchen in der Bundesrepublik übergeben, die besonders schwere Verluste hatten.